# Andriy Shtoharenko
Andriy Shtoharenko (ukrainien : Андрій Якович Штогаренко ; 15 octobre 1902 - 15 novembre 1992) est un compositeur et professeur soviétique ukrainien.

## Biographie
Andriy Shtoharenko est né dans le village ukrainien de Novi Kaidaky (aujourd'hui une partie de la ville de Dnipropetrovsk). Il a terminé ses études de musique au Conservatoire de Kharkiv en 1936 sous S. Bohatyriov. De 1921 à 1930, il a travaillé un professeur de chant dans les écoles intermédiaires. En 1926, il devient directeur d’un ensemble d’accordéons.
En 1944, il devient membre du Parti communiste de l’Union soviétique. À partir de 1954, il donne des conférences au Conservatoire de Kiev. En 1960, il devient professeur et, en 1968, recteur de l’institution susmentionnée. À partir de 1968, il est à la tête de l’Union des Compositeurs d’Ukraine.
En tant que compositeur, il était bien connu en Union soviétique bien que sa musique soit rarement jouée ailleurs. Il a reçu le Prix Staline pour ses compositions en 1946 et 1952, et a reçu le prestigieux titre d’Artiste du peuple de l'URSS. Au cours de sa longue carrière, il a occupé de nombreux postes, notamment celui de professeur de composition et de directeur du Conservatoire de Kharkiv et, plus tard, du Conservatoire de Kiev.
Initialement diplômé en tant que joueur de bayan et ensuite en tant que compositeur. Il compose dans presque tous les genres, principalement des œuvres pour orchestre, piano solo et voix. Il écrit aussi de nombreuses partitions de films. Sa musique de chambre, bien qu’elle ne représente qu’une petite partie de sa production, a été saluée par la critique. La musique de Shtoharenko montre l’influence de Modeste Moussorgski et de Alexandre Borodine en ce que beaucoup de ses œuvres ont tendance à être de nature programmatique et descriptive. La plupart des œuvres de Shtoharenko traitent de thèmes politiques glorifiant le parti communiste. Une large section traite également de thèmes tels que la Seconde Guerre mondiale et l’amitié des peuples soviétiques.

## Travaux importants
- Lénine traverse cette planète (1967),
- Cantate au 800e anniversaire de Moscou (1954)
- La Route vers octobre (1977)
- Ode au parti communiste (1977),
- 6 symphonies,
- Danses symphoniques (1980),

## Récompenses
- Prix d'État de l'URSS 1946, 1952
- Artiste du peuple de l'URSS 1972
- Héros du travail socialiste 1982
- Prix national Taras Chevtchenko 1974
- Ordre de Lénine 1960, 1982